# Гванцеладзе, Теймураз
Теймура́з Гванцела́дзе, თეიმურაზ გვანცელაძე (1951 г.р., Мухиани, Цхалтубский муниципалитет) — грузинский филолог, д.ф.н., проф., ученик Кетеван Ломтатидзе, специалист по абхазоведению, абазиноведению, картвелологии и общему языкознанию, выпускник отделения кавказских языков филологического факультета Тбилисского университета, профессор Сухумского гос. университета (СГУ) и Грузинского университета им. св. Андрея Первозванного Патриархии Грузии, председатель правления Иберийско-кавказского международного исследовательского центра, основатель и директор института абхазского языка и культуры СГУ. Лауреат государственной премии Георгия Шервашидзе (2010 г.), Автор 307 научных работ, опубликованных на грузинский, абхазский, русский, английский, французский и украинский языки.

## Основные работы
- Краткий абхазско-грузинский словарь. 170 с., Издательство ТГУ, Тбилиси, 2000.
- Для изучающих абхазского и грузинского языков. Т. 1. Грамматический очерк абхазского языка (на груз. яз.), абхазско-грузинский словарь. 240 с., Издательства «Картуди эна» и «Интелекти», Тбилиси, 2003.
- Для изучающих абхазского и грузинского языков. Т. 2. Грамматический очерк грузинского языка (на абхаз. яз.), абхазско-грузинский словарь. 256 с., Издательства «Картуди эна» и «Интелекти», Тбилиси, 2003.
- Лингвистические основы этнической истории Абхазии: основные проблемы. 124 с., издательство «Артануджи», Тбилиси,2009 (на рус. яз.).
- Отрицательные формы глагола в абхазском и абазинском языках. 124 с., Издательство «Интелекти», Тбилиси, 2010 (на рус. яз.).
- Абхазский язык (структура, история, функционирование). 560 стр. Издательство «Универсаль», Тбилиси, 2011. ISBN 978-9941-17-423-0
- Основные аспекты идентности абхазов, живущих в Аджарии. 110 с., Издательство «Универсали», Тбилиси 2011 (на рус. яз. Соавторы: М. Табидзе, Т. Гитолендиа, С. Чаава).
- Basic Aspects of Identity of the Abkhazians Living in Ajaria. 94 p., Publishing House Universali, Tbilisi, 2011(Coauthors: M. Tabidze, T. Gitolendia, S. Chaava).
- Абхазско-грузинский словарь. 236 с., Издательство «Интелекти», Тбилиси, 2012.
- Грузинско-абхазский словарь. 260 с., Издательство «Интелекти», Тбилиси, 2012.
- Первейший… Дмитрий Гулия, Стихотворения и частушки. Репринтное издание, посвященное 100-летию основания абхазской литературы. Под редакцией и предисловием Т. Гванцеладзе. 94 с., Издательство «Сиеста», Тбилиси, 2012 (на абхаз. и груз. яз.).
- Первый словарь абхазского языка. Владимир Романов. Абазинской словарь. Текст словаря подготовил к печати, восстановил абхазские диалектные формы, написал предисловие и исследование Т. Гванцеладзе. 156 с., Издательство «Некери», Тбилиси, 2014, Второе дополненное издание.